# Trinserhorn
Trinserhorn är en bergstopp i Schweiz.   Den ligger i regionen Imboden och kantonen Graubünden, i den östra delen av landet, 140 km öster om huvudstaden Bern. Toppen på Trinserhorn är 3 028 meter över havet, eller 248 meter över den omgivande terrängen. Bredden vid basen är 1,7 km.
Terrängen runt Trinserhorn är huvudsakligen bergig, men åt sydväst är den kuperad. Närmaste större samhälle är Domat, 15,9 km sydost om Trinserhorn. 
Trakten runt Trinserhorn består i huvudsak av gräsmarker. Runt Trinserhorn är det ganska glesbefolkat, med 23 invånare per kvadratkilometer.